# 歐洲愛國者
欧洲爱国者 (英語：Patriots for Europe，缩写为Patriots、PfE或P4E)，是歐洲議會內的一個右翼至极右翼主权主义黨團。于第十届欧洲议会会期开始前成立，现时为欧洲议会第三大党团。
该党团几乎包括了所有认同与民主党团的成员，该党团同时协调其成员在歐盟高峰會和欧盟理事会的工作。

## 歷史

### 成立背景
匈牙利青民盟在2021年3月離開歐洲人民黨黨團（EPP Group）後就一直獨立運作。捷克是的從2011年起是歐洲自由民主聯盟黨及復興歐洲黨團成員，但在2024年歐洲議會選舉後退出，表示對於該黨政綱失望。奧地利自由黨（FPÖ）在第九屆議會（2019–2024）屬於認同與民主黨團（ID）。
2024年6月30日，匈牙利總理奧班·維克多（青民盟）、前捷克總理安德烈·巴比斯（是的2011）、前奧地利內政部長赫伯特·基克（奧地利自由黨）、歐洲議會議員哈拉德·維林斯基（奧地利自由黨）在維也納宣布成立新黨團， 三黨代表簽署「歐洲未來愛國宣言」（A Patriotic Manifesto for a European Future）， 闡述了黨團的意識形態立場，包括削弱歐盟、關注歐洲文化認同、反對非法移民以及修改《歐洲綠色協議》。
葡萄牙夠了！於7月2日正式加入，而意大利聯盟也公開表示有意加入。7月5日，西班牙的呼聲黨在退出保守改革黨團後宣布加入，荷蘭自由黨也隨後加入。
次日，丹麥人民黨和比利時佛拉蒙利益宣布加盟。因此，黨團達到了歐盟議會正式認可的最低門檻。丹麥人民黨的歐洲議會議員安德斯·維斯蒂森表示，他們同意加入聯盟的條件是允許每個成員國保留各自的外交政策，這包括對俄羅斯入侵烏克蘭的立場。
7月7日，法國國民聯盟主席喬丹·巴德拉確認該黨將加入黨團。 根據《世界報》報導，國民聯盟一直等到2024年法國立法選舉第二輪之後才宣布這一消息，「因為擔心會再次引起人們對其親俄立場的質疑」。
次日，黨團在歐洲議會正式成立：除了前述的政黨外，意大利聯盟、捷克誓言黨、希臘理性之聲和拉脫維亞第一也成為黨團成員，使歐洲議會議員人數達到84名，成為議會內第三大黨團。

### 第十屆歐洲議會（2024–現今）
7月8日，法國國民聯盟主席喬丹·巴德拉當選黨團主席。

## 成员

### 第十届欧洲议会

欧洲爱国者党团议员分布在12个欧盟成员国。深紫色表示该国有多个议员，浅紫色表示该国只有单一议员。

| 国家     | 国家政党                                                            | 前党团           | 欧洲政党 | 欧洲政党           | 议员数   |
| -------- | ------------------------------------------------------------------- | ---------------- | -------- | ------------------ | -------- |
| 奥地利   | 奥地利自由党 Freiheitliche Partei Österreichs (FPÖ)                 | 認同與民主       |          | 歐洲愛國黨         | 6 / 20   |
| 比利时   | 弗拉芒利益 (VB)                                                     | 認同與民主       |          | 歐洲愛國黨         | 3 / 22   |
| 捷克     | 是的 (ANO)                                                          | 復興歐洲         |          | 無                 | 7 / 21   |
| 捷克     | 誓言                                                                | N/A              |          | 無                 | 1 / 21   |
| 捷克     | 為了駕駛者自己                                                      | N/A              |          | 無                 | 1 / 21   |
| 丹麦     | 丹麥人民黨 (DF)                                                     | 認同與民主       |          | 無                 | 1 / 15   |
| 法國     | 國民聯盟                                                            | 認同與民主       |          | 歐洲愛國黨         | 30 / 81  |
| 希腊     | 理性之聲 (ΦΛ)                                                       | N/A              |          | 無                 | 1 / 21   |
| 匈牙利   | 青年民主主义者联盟—匈牙利公民联盟 Fidesz – Magyar Polgári Szövetség | 无所属           |          | 無                 | 10 / 21  |
| 匈牙利   | 基督教民主人民黨 Kereszténydemokrata Néppárt (KDNP)                 | 欧洲人民党党团   |          | 無                 | 1 / 21   |
| 義大利   | 聯盟 Lega                                                           | 認同與民主       |          | 歐洲愛國黨         | 8 / 76   |
| 拉脫維亞 | 拉脫維亞優先 (LPV)                                                  | N/A              |          | 欧洲基督教政治运动 | 1 / 9    |
| 荷蘭     | 自由黨 Partij voor de Vrijheid (PVV)                                | 認同與民主       |          | 歐洲愛國黨         | 6 / 31   |
| 葡萄牙   | 够了！ Chega!                                                       | N/A              |          | 歐洲愛國黨         | 2 / 21   |
| 西班牙   | 呼声 Vox                                                            | 歐洲保守改革黨團 |          | 歐洲保守改革黨     | 6 / 61   |
| 欧洲联盟 | 總和                                                                | 總和             | 總和     | 總和               | 84 / 720 |

## 潛在成員

### 推測成員
被推測可能加入黨團的政黨有：
- 波蘭：聯盟的民族運動（RN）表示正與黨團進行協商，而聯盟另一成員新希望選擇加入主權國家歐洲黨團，波蘭王室聯合會暫無意願。[51][52][53]
- 斯洛維尼亞：斯洛維尼亞民主黨（SDS）（現為歐洲人民黨黨團）[54]

### 過去推測成員
- 德國：德國另類選擇黨（AfD），前認同與民主黨團成員，由於與青民盟的緊張關係，[55] 另類選擇黨表示沒有計畫加入。[56] 該黨表示有興趣與匈牙利青民盟對手我們的祖國運動（英语：Our Homeland Movement）和保加利亞復興黨成立新黨團。三黨隨後創立另一組極右派黨團主權國家歐洲。[57]
- 波蘭：法律與公正（PiS）最初曾與歐洲愛國者協商，但之後與義大利兄弟黨達成協議，留在保守改革黨團。[58]
- 斯洛伐克：共和運動（英语：Republic Movement）曾表達意願加入，[59] 但在7月10日宣布加入主權國家歐洲。[60]
- 斯洛伐克：方向—社會民主黨曾被認為可能加盟，但其盟友聲音—社會民主黨表示該黨希望回到社會黨團。[61] 雖然之後遭到社會黨團拒絕，[62] 該黨仍以意識形態不同為由拒絕加入。[63]

## 組織

### 主席
| 主席        | 主席 | 就任         | 卸任 | 國家 | 政黨     |
| ----------- | ---- | ------------ | ---- | ---- | -------- |
| 喬丹·巴德拉 |      | 2024年7月8日 | 現任 | 法國 | 國民聯盟 |

### 主席團

#### 2024年至今
第十屆議會黨團主席團成員：
| 職位       | 姓名                   | 國家   | 國家政黨     | 歐洲政黨 | 歐洲政黨       |
| ---------- | ---------------------- | ------ | ------------ | -------- | -------------- |
| 主席       | 喬丹·巴德拉            | 法國   | 國民聯盟     |          | 歐洲愛國黨     |
| 第一副主席 | 金加·加爾              | 匈牙利 | 青民盟       |          | 無             |
| 副主席     | 羅伯托·瓦納奇          | 義大利 | 聯盟         |          | 歐洲愛國黨     |
| 副主席     | 克拉拉·多斯塔洛娃      | 捷克   | 是的2011     |          | 無             |
| 副主席     | 塞巴斯蒂安·史托特勒    | 荷蘭   | 自由黨       |          | 歐洲愛國黨     |
| 副主席     | 安東尼奧·坦格爾·科雷亞 | 葡萄牙 | 夠了！       |          | 歐洲愛國黨     |
| 副主席     | 赫曼·特奇              | 西班牙 | 呼聲         |          | 歐洲保守改革黨 |
| 副主席     | 哈拉德·維林斯基        | 奥地利 | 奧地利自由黨 |          | 歐洲愛國黨     |
| 黨鞭       | 安德斯·維斯蒂森        | 丹麦   | 丹麥人民黨   |          | 無             |
| 財務長     | 傑羅夫·安內曼斯        | 比利时 | 佛拉蒙利益   |          | 歐洲愛國黨     |